# Томсон, Крейг (футболист, 1991)
Крейг То́мсон (англ. Craig Thomson; род. 17 апреля 1991, Эдинбург) — шотландский футболист. Выступал за молодёжную сборную Шотландии. Амплуа — правый защитник.

## Клубная карьера

### «Харт оф Мидлотиан»
В детстве был болельщиком злейшего врага «Харт оф Мидлотиан» — «Хиберниана». Тем не менее это не помешало Крейгу получить своё футбольное образование именно в молодёжной академии «сердец», в которую он пришёл в 2001 году.
1 апреля 2009 года Томсон подписал с эдинбургским клубом свой первый профессиональный контракт.
Дебют Крейга в первом составе «Хартс» состоялся 27 августа этого же года в матче Лиги Европы, в котором его команда встречалась с хорватским «Динамо» из Загреба. Впечатлив своим не по годам зрелым выступлением в этом поединке, он был назван лучшим игроком поединка.
Через три дня Томсон впервые вышел на поле в матче шотландской Премьер-лиги. В этот день «сердца» сыграли вничью 2:2 с клубом «Сент-Джонстон». После поединка Крейг вновь был признан лучшим игроком встречи. Капитан «Хартс», Марюс Жалюкас, прокомментировал игру Томсона, назвав его «будущим эдинбургского клуба».
Выделяясь точными длинными пасами и отличным исполнением стандартных положений, Крейг заслужил прозвище от шотландских журналистов — «Новый Бекхэм».
В октябре 2009 года Томсон был признан «Молодым игроком месяца в шотландской Премьер-лиге» за свою впечатляющую игру в сентябре. 20 декабря в матче против «Селтика» Крейг получил травму колена, которая потребовала хирургического вмешательства. На поле он вернулся лишь спустя три месяца.
23 апреля 2011 года Томсон забил свой первый мяч за «Хартс», поразив с пенальти ворота «Мотеруэлла».

### «Каунас»
10 июля 2011 года руководство «сердец» официально заявило, что Крейг покинет Эдинбург после связанного с ним скандала о непристойном поведении. 31 июля владелец «Харт оф Мидлотиан» Владимир Романов на специальной пресс-конференции рассказал, что в клубе всё же решили не разрывать контракт с футболистом, а отдать его в аренду до ноября того же года в другой клуб, принадлежащий бизнесмену — литовский «Каунас». 1 августа Томсон прибыл в Каунас, где присоединился к своей новой команде. Это означало, что Крейг стал первым шотландским футболистом в литовском чемпионате. Томсон играл за «Каунас» до конца первенства страны, которое закончилось в ноябре 2011 года. Всего за «жёлто-зелёных» он провёл 14 игр, забил пять мячей.

### «Судува»
9 марта 2012 года шотландец вновь отправился в аренду в литовский клуб — на этот раз его новым временным работодателем стала «Судува». Уже на следующий день, появившись на замену в поединке против «Таураса», Томсон дебютировал в своей новой временной команде. В той же встрече он забил свой первый гол за «красно-белых».

## Сборная Шотландии
С 2007 года Крейг защищает цвета различных молодёжных сборных Шотландии. Являлся игроком национальной команды страны (до 19 лет), в составе которой он провёл два матча. В ноябре 2010 года 19-летний Томсон был вызван в молодёжную сборную Шотландии на товарищескую встречу против сверстников из Северной Ирландии. В том же поединке, который состоялся 17 ноября, Крейг и дебютировал в первом составе «молодёжки».

## Достижения
- Молодой игрок месяца шотландской Премьер-лиги: сентябрь 2009

## Личная жизнь
В июне 2011 года Крейг был обвинён полицией Шотландии в непристойном поведении в отношении двух несовершеннолетних девочек, с которыми он имел разговоры «сексуального характера» через Интернет. Томсон не стал отпираться и сразу же признал свою вину, после чего был оштрафован на четыре тысячи фунтов стерлингов и сроком на пять лет был внесён в специальную базу потенциальных сексуальных преступников британской правоохранительной системы. Несмотря на требования фанатов эдинбургского коллектива разорвать контракт с Крейгом, руководство клуба после окончания расследования инцидента объявило, что защитник останется в клубе, так как в деле открылись «смягчающие обстоятельства». Решение «Харт оф Мидлотиан» было жёстко раскритиковано матерью одной из пострадавших девочек и многими детскими благотворительными организациями. Вскоре Томсона перевели в дублирующий состав эдинбургцев. 31 июля Крейг был ссужен в литовский «Каунас» до того, как улягутся страсти вокруг его фигуры.

## Клубная статистика
| Клуб                         | Сезон                        | Чемпионат | Чемпионат | Кубок | Кубок | Кубок Лиги | Кубок Лиги | Еврокубки | Еврокубки | Итого | Итого |
| Клуб                         | Сезон                        | Игры      | Голы      | Игры  | Голы  | Игры       | Голы       | Игры      | Голы      | Игры  | Голы  |
| ---------------------------- | ---------------------------- | --------- | --------- | ----- | ----- | ---------- | ---------- | --------- | --------- | ----- | ----- |
| Харт оф Мидлотиан            | 2009/10                      | 20        | 0         | —     | —     | 2          | 0          | 1         | 0         | 23    | 0     |
| Харт оф Мидлотиан            | 2010/11                      | 27        | 1         | —     | —     | 2          | 0          | —         | —         | 29    | 1     |
| Всего за «Харт оф Мидлотиан» | Всего за «Харт оф Мидлотиан» | 47        | 1         | 0     | 0     | 4          | 0          | 1         | 0         | 52    | 1     |
| Каунас                       | 2011                         | 14        | 5         | —     | —     | —          | —          | —         | —         | 14    | 5     |
| Всего за «Каунас»            | Всего за «Каунас»            | 14        | 5         | 0     | 0     | 0          | 0          | 0         | 0         | 14    | 5     |
| Судува                       | 2012                         | 16        | 3         | —     | —     | —          | —          | —         | —         | 16    | 3     |
| Всего за «Судува»            | Всего за «Судува»            | 16        | 3         | 0     | 0     | 0          | 0          | 0         | 0         | 16    | 3     |
| Всего за карьеру             | Всего за карьеру             | 77        | 9         | 0     | 0     | 4          | 0          | 1         | 0         | 82    | 9     |

(откорректировано по состоянию на 12 июля 2012)